# Saint-Placide (stanice metra v Paříži)

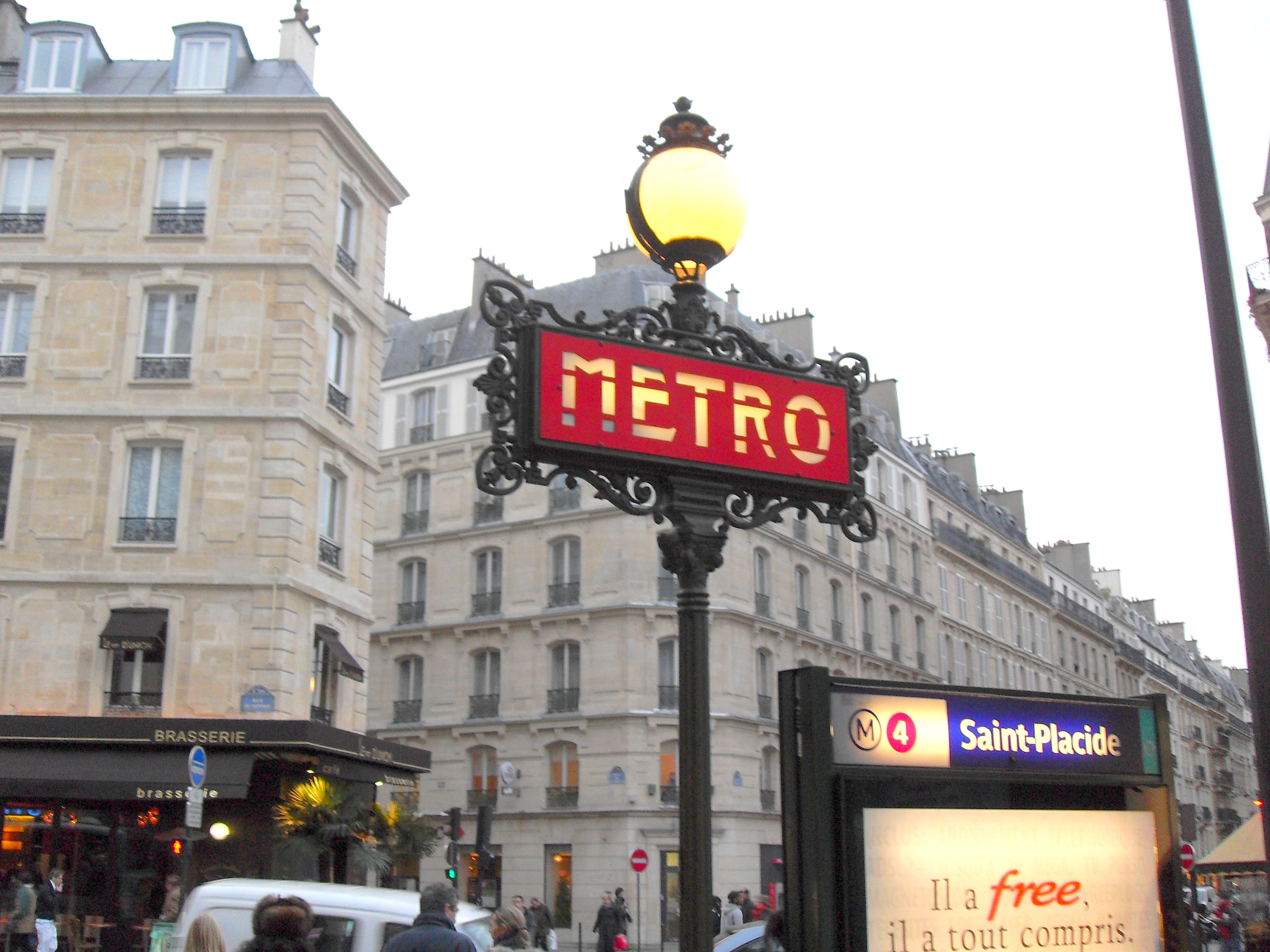
Detail lampy u vstupu

Saint-Placide je nepřestupní stanice pařížského metra na lince 4 v 6. obvodu v Paříži. Nachází se na křižovatce ulic Rue de Vaugirard, Rue de Rennes, Rue Notre-Dame-des-Champs a Rue du Regard.

## Historie
Stanice byla otevřena 9. ledna 1910 jako součást úseku Châtelet ↔ Raspail.

## Název
Původní jméno stanice znělo Vaugirard podle názvu jedné z ulic. Aby nedocházelo k záměně se stanicí Vaugirard na tehdejší lince A (dnes linka 12), kterou provozovala konkurenční Compagnie Nord-Sud, byla 15. listopadu 1913 přejmenována do své současné podoby. Název nese podle ulice Rue Saint-Placide, která je pojmenována po sv. Placidovi, žákovi sv. Benedikta.

## Vstupy
Stanice má jen jeden vchod na Rue de Rennes u domu č. 127. Vstup je jako jeden z mála vybaven původními vzácnými lampami typu Val d'Osne (na rozdíl od mnohem rozšířenějších lamp Dervaux). Stanice metra jimi byly vybavovány v letech 1909-1923, ale postupem doby byly nahrazeny, takže dnes se jich dochovalo jen málo.